# 双节早熟禾
双节早熟禾（学名：Poa binodis）为禾本科早熟禾属下的一个种。